# فيدادي محمد
محمد فيدادي (مواليد 2 مارس 1968) هو لاعب كرة قدم مغربي معتزل، من 2014 قام بتدريب نادي الشمال القطري الفئة تحت 12 عامًا .

## مسيرته الدولية
لعب فيدادي أول مباراة دولية له في 17 يناير 1993 ضد منتخب إثيوبيا خارج أرضه 0-1 في تصفيات كأس العالم 1994 الدور الأول.

## روابط خارجية
- فيدادي محمد - سجل مسابقة الفيفا (مؤرشف)